# Jakobus, Sohn des Alphäus

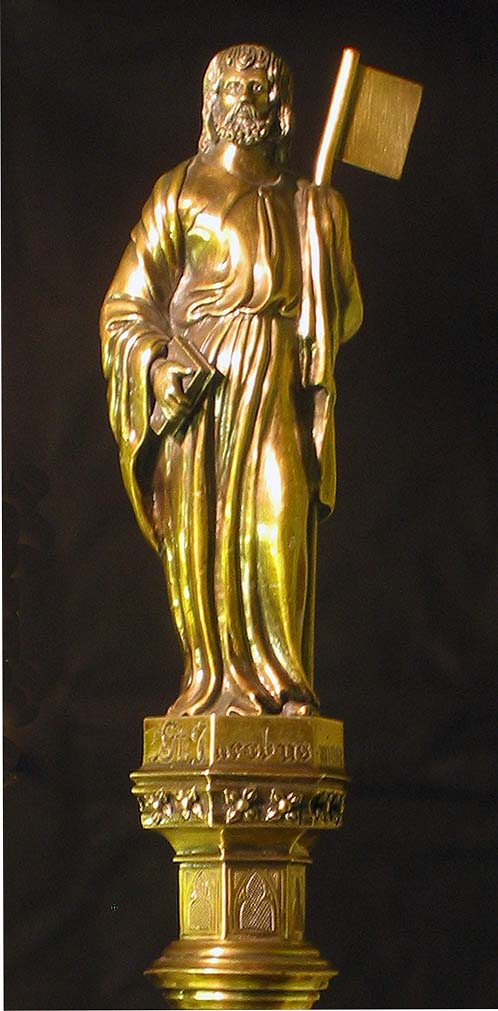
Jakobus der Jüngere, Bildnis auf einem Bruderschaftsstab etwa aus dem Jahr 1850.

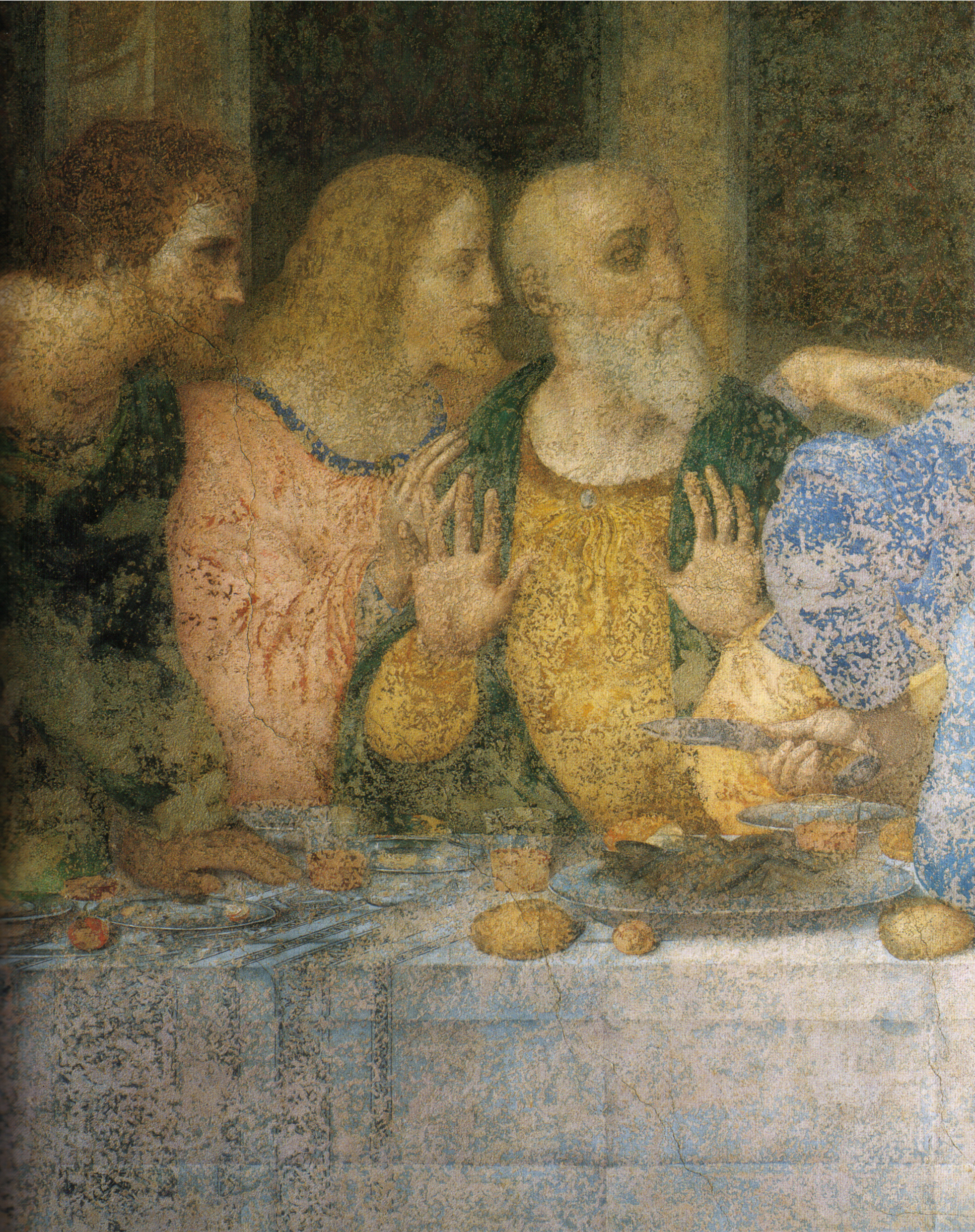
Jakobus der Jüngere (Mitte) – Detail aus dem Wandgemälde Das Abendmahl von Leonardo da Vinci

Jakobus, Sohn des Alphäus oder der Jüngere, († um 62 in Jerusalem) ist der an zweiter Stelle genannte der beiden Apostel mit dem Namen Jakobus, so genannt zur Unterscheidung von Jakobus dem Älteren, dem Erstgenannten. In vielen Konfessionen wird er als Heiliger verehrt.

## Bibel
Jakobus wird nur in den Apostellisten (Mt 10,3 , Mk 3,18 , Lk 6,15  und Apg 1,13 ) im Neuen Testament erwähnt. Dort wird er „Jakobus, Sohn des Alphäus“ genannt – im Gegensatz zu einem anderen Apostel gleichen Namens, der als „Jakobus, Sohn des Zebedäus“ bezeichnet wird. In der kirchlichen Tradition haben sich die Bezeichnungen „Jakobus der Jüngere“ und „Jakobus der Ältere“ durchgesetzt.

## Namenskontroverse
In der Kirchengeschichte wurde Jakobus, der Sohn des Alphäus, auch mit Jakobus dem Kleinen und Jakobus dem Gerechten, dem Bruder Jesu, gleichgesetzt. Jakobus der Kleine wird in der Bibel nur einmal erwähnt (Mk 15,40) und zwar als Sohn einer Jüngerin Jesu namens Maria und Bruder eines Joses. In der kirchlichen Tradition wurde diese Maria mit der Maria Kleophae aus dem Johannesevangelium Joh 19,25  gleichgesetzt und teilweise zu einer Halbschwester der Mutter Jesu gemacht, aber auch Kleophas zu einem Bruder des hl. Josef. Die Gleichsetzung mit Jakobus, dem Bruder Jesu, kommt daher, dass die Tradition die in der Bibel erwähnten „Brüder“ Jesu – Jakobus, Simeon, Judas und Joses – als seine Verwandten ansieht. Dies ist ein Beispiel für die Tendenz, alle biblischen Figuren gleichen Namens zu einer Person zu machen.
Die Gleichsetzung von Jakobus Alphäus mit Jakobus, dem Kleinen, und Jakobus, dem Herrenbruder, wurde im sechzehnten Jahrhundert auf dem Konzil von Trient für die katholische Kirche verbindlich gemacht, ist aber schwer begründbar und teils auch innerhalb der katholischen Exegeten umstritten.

## Verehrung
Sein Grab und das des heiligen Apostels Philippus soll sich in einem steinernen Reliquienschrein unter dem Hochaltar der Basilika der hll. zwölf Apostel in Rom befinden. Die ihm zugeschriebenen Reliquienknochen stammen einer im Januar 2021 veröffentlichten chemischen Analyse zufolge jedoch von einem Europäer und somit höchstwahrscheinlich nicht von Jakobus.
Da Jakobus der Überlieferung zufolge mit einer Keule erschlagen wurde, gehört die Keule seit dem 12. Jahrhundert zu seinen ikonographischen Attributen, in der Spätgotik dann auch die Walkerstange.
Der hl. Jakobus der Jüngere ist Schutzpatron von Uruguay.

## Gedenktag
- Römisch-katholisch: 3. Mai (Fest im römischen Generalkalender, gleichgesetzt mit Jakobus dem Gerechten, gemeinsam mit dem Apostel Philippus)
- Alt-Katholisch: 1. Mai (gemeinsam mit dem Apostel Philippus)
- Orthodox:
  - 9. Oktober für Jakobus, den Sohn des Alphäus
  - 23. Oktober für Jakobus den Gerechten
- Evangelisch (gemeinsam mit dem Apostel Philippus):
  - Evangelische Kirche in Deutschland und Selbständige Evangelisch-Lutherische Kirche: 3. Mai (Gedenktag laut Evangelischem Gottesdienstbuch und Ev.-Luth. Kirchenagende)
  - ELCA und Lutherische Kirche – Missouri-Synode:
    - 1. Mai für Jakobus, den Sohn des Alphäus
    - 23. Oktober für Jakobus den Gerechten
- Anglikanisch: 1. Mai